# William Stephens
William Dennison Stephens (ur. 26 grudnia 1859 w Eaton, zm. 25 kwietnia 1944 w Los Angeles) – amerykański polityk, członek Partii Republikańskiej, następnie Partii Postępowej i ponownie Partii Republikańskiej, kongresmen, dwudziesty czwarty gubernator Kalifornii, dwudziesty siódmy burmistrz Los Angeles. 

## Życiorys
Urodzony w Ohio, po skończeniu szkoły średniej był nauczycielem, w latach 1880–1887 pracował przy budowie linii kolejowych. W 1887 roku z powodu choroby matki przeniósł się z rodziną w cieplejszy klimat, do Los Angeles. Pracował jako handlowiec. W latach 1902–1911 był w zarządzie Izby Handlowej Los Angeles (Los Angeles Chamber of Commerce). W latach 1906–1907 działał w Radzie Edukacyjnej Los Angeles (Los Angeles Eductaion Board). W 1909 roku został wiceprezesem American National Bank.
W 1909 roku po rezygnacji Arthura C. Harpera z urzędu burmistrza Los Angeles, mianowany na dwa tygodnie jako pełniący jego obowiązki.
Wybierany trzykrotnie do Izby Reprezentantów, niższej izby parlamentu Stanów Zjednoczonych na kadencje w latach 1911-1913 z 7. okręgu, a następnie do rezygnacji w 1916 z nowo powstałego 10. okręgu wyborczego ze stanu Kalifornia. Od 22 lipca 1916 do 15 marca 1917 był zastępcą gubernatora Kalifornii Johnsona.
W marcu 1917 roku został dwudziestym czwartym gubernatorem Kalifornii. Pierwsze lata jego kadencji zdominowała sprawa ataku bombowego w San Francisco (Preparedness Day Bombing). Popdtrzymywanie wyroku sądu skazującego lewicowych ekstremistów, doprowadziło w 1917 roku do próby zamachu na życie Williama Stephensa. W wyborach 1923 roku nie uzyskał nominacji Partii Republikańskiej na to stanowisko, po czym wycofał się z życia publicznego.